# 스파이 (2015년 영화)
《스파이》(영어: Spy)는 2015년 공개된 폴 피그 감독의 첩보 액션 코미디 영화이다.

## 줄거리
CIA 요원 수전 쿠퍼는 40세의 평범한 직원이지만 파트너인 브래들리 파인의 임무를 원격으로 지원한다. 임무 중 파인은 무기상 티호미르 보야노프를 실수로 죽이게 되고, 핵 장치의 위치를 알아내지 못한다. 보야노프의 딸 레이나가 테러리스트 중개인 세르조 데루카와 접촉한 사실을 알게 된 수전은 파인이 레이나의 집을 침투하는 것을 돕는다. 하지만 레이나는 파인을 살해하고, CIA 현장 요원들의 신분이 노출되었음을 밝힌다.
현장 경험이 없는 수전은 신분이 노출되지 않았다는 점을 이용해 레이나를 추적하겠다고 자원한다. 수전은 파리로 파견되고, 그곳에서 무모한 행동을 일삼는 요원 릭 포드를 만나게 된다. 수전은 폭탄이 든 가방을 들고 있는 남자를 발견하고 포드에게 경고하지만, 추격전 끝에 실수로 그 남자를 죽이게 된다. 수전은 데루카가 로마로 향한다는 증거를 찾고, 그를 쫓아 로마로 간다.
로마에서 수전은 호색한 접선책 알도를 만나고, 카지노에서 레이나가 독이 든 술을 마시려 하자 그녀를 구한다. 레이나는 수전을 자신의 측근으로 초대하고, 함께 부다페스트로 향한다. 비행 중 승무원이 레이나 일행을 공격하지만, 수전은 그를 제압하고 비행기를 장악한다. 레이나는 수전이 CIA 요원이라고 의심하지만, 수전은 아버지에게 고용된 경호원이라고 속인다.
부다페스트에서 수전은 동료인 낸시의 도움을 받아 레이나에게 요원들의 신분을 팔아넘긴 캐런을 잡지만 캐런은 한 저격수에 의해 죽는다. 파티에서 수전은 레이나의 접선책 리아를 잡으려 하지만 포드의 방해로 놓치고, 결국 격투 끝에 파인이 살아있으며 레이나와 협력하고 있다는 사실을 알게 된다.
레이나는 수전과 알도를 감금하지만, 파인은 핵 장치를 찾기 위해 레이나의 신임을 얻고 있다고 밝히며 수전과 알도를 탈출시킨다. 수전은 파인과 레이나가 데루카의 저택에 있다는 것을 알고 그곳으로 향하고, CIA에게 버림받은 척 연기하며 파인을 보호하겠다고 설득한다. 테러리스트 솔사 두다예프가 다이아몬드를 가져오고, 레이나는 핵 장치를 꺼내지만, 데루카는 핵 장치를 되팔 계획을 밝히며 레이나를 죽이려 한다. 이때 포드가 나타나 데루카를 방해하고, 수전은 그의 부하들을 모두 죽인다.
데루카는 헬기를 타고 핵 장치와 다이아몬드를 가지고 도망치려 하지만, 수전은 헬기에 매달린다. 포드 또한 쫓아가 매달리지만 호수에 빠지고, 격투 끝에 수전은 다이아몬드와 핵 장치를 호수에 던져버린다. 데루카는 수전을 쏘려고 하지만 낸시가 쏜 총에 맞아 호수에 빠진다.
결국 핵 장치는 회수되고 레이나는 체포된다. 알도는 MI6 요원이었음이 밝혀지고, 포드는 수전의 능력을 인정한다. 수전은 계속 현장 요원으로 활동하게 되며, 파인이 저녁 식사를 제안하지만 수전은 낸시와 밤을 보내기로 한다. 다음 날 아침 수전은 포드와 함께 침대에서 깨어나 경악하고, 포드는 그녀가 즐거워했다고 주장한다.

## 출연
- 멀리사 매카시 - 수전 쿠퍼 역
- 제이슨 스테이섬 - 릭 포드 역
- 로즈 번 - 레이나 보야노프 역
- 주드 로 - 브래들리 파인 역
- 미란다 하트 - 낸시 B. 아팅스톨 역
- 보비 캐너발리 - 세르조 데루카 역
- 앨리슨 재니 - 일레인 크로커 역
- 피터 세러피너위치 - 알도 역
- 모레나 바카링 - 캐런 워커 역
- 비에른 구스타프손 - 안톤 역
- 나기스 파크리 - 리아 역
- 리처드 브레이크 - 솔사 두다예프 역
- 커티스 "50 센트" 잭슨 - 커티스 "50 센트" 잭슨 역
- 윌 윤 리 - 티머시 크레스 역
- 카를로스 폰세 - 매슈 라이트 역
- 마이클 맥도널드
- 잭 우즈
- 샘 리처드슨
- 벤 팰콘
- 제이미 덴보
- 베르카 세르듀치카
- 폴 피그